# Chiesa di San Bartolomeo Apostolo (Loria)
La chiesa di San Bartolomeo Apostolo è la parrocchiale di Loria, in provincia e diocesi di Treviso; fa parte del vicariato di Castello di Godego.

## Storia
Da un documento del 972 s'apprende che l'imperatore Ottone I donò Loria al vescovo di Frisinga.
Grazie a un altro documento, datato 1152, si conosce che la chiesa di Loria, compresa nella diocesi di Treviso, era cappella succursale della pieve di Bessica.
Questa chiesetta, già intitolata alla Vergine Maria, il 24 agosto del 1260 venne ridedicata a san Bartolomeo Apostolo.
Nel XVII secolo l'edificio fu rifatto per volontà del pievano Zuane Piloni; nel 1685 fu dotato d'un nuovo altare intitolato alla Madonna del Rosario.
Il 1º giugno 1777 la consacrazione venne impartita dal vescovo di Treviso Paolo Francesco Giustinian.
Nel 1815 la chiesa divenne parrocchiale, per la scissione dell'antichissima pieve di Bessica.
Tra il 1886 e il 1903 la struttura fu ampliata mediante la realizzazione delle due navate laterali, volute dall'allora parroco don Giovanni Bonazza; vennero pure poste due statue sulla facciata, ma il vescovo Sebastiano Soldati le fece rimuovere perché le riteneva indecenti per un luogo sacro. 
Tra il 2007 e il 2008 fu restaurato l'organo del 1865 posto in controfacciata; nel 2010 compiendo alcuni lavori di ristrutturazione, furono scoperti i resti dell'antico campanile e venne alla luce un affresco di epoca cinque-seicentesca raffigurante la Madonna in trono con Bambino e con San Sebastiano e San Rocco.

## Descrizione

### Esterno
La facciata è in stile neoclassico; presenta quattro lesene con capitelli ionici sopra i quali vi è il timpano triangolare. Inoltre, è caratterizzata dalle statue dei santi Antonio da Padova, Domenico, Bartolomeo Apostolo, Caterina e Francesco.

### Interno
L'interno è a tre navate; opere di pregio qui conservate sono gli altari laterali della Madonna col Bambino e della Croce e gli affreschi raffiguranti la Glorificazione di San Bartolomeo Apostolo e San Biagio che prega per la guarigione e di un bambino muto.